# مملكة الراهب
مملكة هيرمت هو مصطلح يُطلق على أي بلد، أو منظمة، أو مجتمع يعزل نفسه عمدًا، أو مجازًا أو فعليًا عن باقي العالم. وُصفت أسرة جوسون الحاكمة في كوريا في كثير من الأحيان بالمملكة المتوحدة أثناء فترات الحكم الأخيرة لهذه الأسرة. ولا يزال المصطلح شائعًا في جميع أنحاء كوريا وغالبًا ما يستخدم الكوريون أنفسهم هذا المصطلح لوصف ما قبل الحداثة الكورية.
كما أُستُخدم مصطلح المملكة المتوحدة أيضًا لوصف سلسلة متاجر البقالة AوP منذ أواخر الخمسينيات وحتى أواخر الستينيات عندما أصيبت إدارة الشركة بالتحجر الفكري والرضا عن الذات.
واليوم، غالبًا ما يُستخدم هذا المصطلح في كوريا الشمالية في وسائل الإعلام، واستخدمته وزيرة خارجية الولايات المتحدة عام 2009 هيلاري كلينتون. بلدان أخرى كالبوتان والمملكة المتوكلية اليمنية وُصفت بالممالك المتوحدة نتيجة لإحجام حكوماتها عن الدخول في حوارات مع العالم الخارجي. كما أن الأروبيين رأوا أن الحضارة الإفريقية الأولى أكسوم (Aksumite Empire)، المعروفة حديثًا بإثيوبيا، كانت «مملكة متوحدة».
أول استخدام موثق للمصطلح «متوحد» في إشارة إلى كوريا في عنوان كتاب ويليام إليوت غريفز (William Elliot Griffis) الصادر في 1882، كوريا: الأمة المتوحدة. مؤلف هذا الكتاب لم يقم أبدًا بزيارة كوريا، ولم يتحدث لغتهم، ولم يكن لديه سابق خبرة بالبلد.